# Парламентские выборы в Перу (2020)
Досрочные парламентские выборы 2020 года в Перу прошли 26 января. На них избирались депутаты Конгресса Республики.
Парламентские выборы были назначены до окончания срока парламента после того, как президент Мартин Вискарра распустил Конгресс 30 сентября 2019 года. Мандат депутатов внеочередного парламентского созыва будет укороченным, полномочия законодателей обновленного состава парламента продлятся чуть более года. В апреле 2021 в Перу пройдут очередные всеобщие выборы, во время которых, помимо депутатов, граждане изберут также главу государства.

## Предвыборная обстановка
Президент Перу Мартин Вискарра распустил парламент после того, как депутаты бойкотировали его реформу Конституционного суда и проголосовали за нового члена коллегии судей. После этого распущенный парламент объявил Вискарру временно недееспособным и привёл к присяге вместо него вице-президента Мерседес Араос. Полномочия парламента продолжала исполнять постоянная комиссия Конгресса, в которую входит 27 депутат, главным образом из партии Народная сила.

## Избирательная система
130 депутатов Конгресса Республики избираются по 25 многомандатным округам по партийным спискам согласно пропорциональному представительству. Голосование для граждан страны старше 18 лет является обязательным и уклонение от выборов наказывается штрафом.

## Результаты
| Партия                                                                    | Партия                                    | Голоса     | %     | Мест | +/-   |
| ------------------------------------------------------------------------- | ----------------------------------------- | ---------- | ----- | ---- | ----- |
|                                                                           | Народное действие                         | 1 518 171  | 10,26 | 25   | ▲20   |
|                                                                           | Подемос, Перу                             | 1 240 716  | 8,38  | 11   | новая |
|                                                                           | Фронт сельского народа Перу               | 1 240 084  | 8,38  | 15   | новая |
|                                                                           | Альянс за прогресс                        | 1 178 020  | 7,96  | 22   | ▲13   |
|                                                                           | Пурпурная партия                          | 1 095 491  | 7,40  | 9    | новая |
|                                                                           | Народная сила                             | 1 081 174  | 7,31  | 15   | ▼58   |
|                                                                           | Союз за Перу                              | 1 001 716  | 6,77  | 13   | новая |
|                                                                           | Широкий фронт                             | 911 701    | 6,16  | 9    | ▼11   |
|                                                                           | Мы — Перу                                 | 895 700    | 6,05  | 11   | новая |
|                                                                           |                                           |            |       |      |       |
|                                                                           | Вместе за Перу                            | 710 462    | 4,80  | 0    | новая |
|                                                                           | Христианская народная партия              | 590 378    | 3,99  | 0    | новая |
|                                                                           | Прямая демократия                         | 543 956    | 3,68  | 0    | ▬     |
|                                                                           | Свободное Перу                            | 502 898    | 3,40  | 0    | новая |
|                                                                           | Американский народно-революционный альянс | 402 330    | 2,72  | 0    | ▼5    |
|                                                                           | Вперёд за страну                          | 373 113    | 2,52  | 0    | новая |
|                                                                           | Безопасная перуанская родина              | 350 121    | 2,37  | 0    | новая |
|                                                                           | Иди, Перу                                 | 311 413    | 2,10  | 0    | новая |
|                                                                           | Возрождение объединённой нации            | 265 564    | 1,79  | 0    | новая |
|                                                                           | Партия национальной солидарности          | 221 123    | 1,49  | 0    | новая |
|                                                                           | Перуанская нация                          | 206 128    | 1,39  | 0    | новая |
|                                                                           | Контиго                                   | 158 120    | 1,07  | 0    | новая |
| Недействительных/пустых бюллетеней                                        | Недействительных/пустых бюллетеней        | 3 570 709  | -     | -    | -     |
| Всего                                                                     | Всего                                     | 18 369 088 | 100   | 130  | 0     |
| Зарегистрированных избирателей/ Явка                                      | Зарегистрированных избирателей/ Явка      | 24 812 087 | 74,07 | -    | -     |
| Источник: ONPE Архивная копия от 29 января 2020 на Wayback Machine (исп.) |                                           |            |       |      |       |